# نادي جنوة
نادي جنوة للكريكيت وكرة القدم (بالإنجليزية: Genoa Cricket and Football Club) نادي كرة قدم إيطالي يقع مقره في جنوة في ليغوريا في إيطاليا ينشط في الدرجة الأولى من الدوري الإيطالي. تأسس بتاريخ 7 سبتمبر 1893، كان يسمى آنذاك بنادي جنوى للكريكيت وكرة القدم الجميلة Genoa Cricket And Football Club. يعد فريق جنوى واحد من أقدم الأندية. إذ كان صاحب أول ألقاب الدوري الإيطالي سنة 1898، ثم صار سنة 1902 أول فريق متوافر على مركز تكوين للاعبين الشباب تحت 16 سنة، وأيضاً أول ناد إيطالي يخوض مباراة الخارج الحدود، وكان ذلك سنة 1903 في مدينة نيس الفرنسية. أضف أنه أول من قام بتخصيص قطار لنقل الأنصار سنة 1906، وأول من قام بتخصيص باخرة للغرض ذاته عام 1922، وأول من خاض مباريات في الأرجنتين والأوروغواي سنة 1923، وكان في الأخير أول المتوجين بلقب الدوري الإيطالي بـ34 مباراة دون هزيمة سنة 1923.

## تأسيس الفريق
رأى فريق جنوة للكريكيت وكرة القدم النور يوم 7 سبتمبر/أيلول 1893، وهو بذلك أقدم الأندية الإيطالية الممارسة لحد الساعة. وقد تأسس على يد مجموعة من رجال الأعمال البريطانيين، وتحديدا شارل ألفريد بايتون، الذي كان حينها قنصلا عاملا للملكة فيكتوريا في جنوى، وأصبح بعد ذلك أحد بارونات الإمبراطورية البريطانية. حيث أدى تطور الميناء والأسواق إلى انتشار كثير من رعايا صاحبة الجلالة في المدينة، وكان «هذا النادي الرياضي البريطاني الجديد في الخارج» مخصصا فقط للبريطانيين.
لكن الأمور تغيرت بعد ذلك، ولاسيما عند التحاق أول مدرب في تاريخ النادي الدكتور جيمس ريشاردسون سبينسلي. إذ نجح يوم 10 أبريل/نيسان 1897 في تعديل القوانين الداخلية للفريق، وأصبح بإمكان الإيطاليين الانخراط فيه، حيث اقتصر الأمر في البداية على 50 عضوا، ثم صار الباب مفتوحا في وجه الجميع. سنتين بعد ذلك، وبالضبط يوم 2 يناير/كانون الثاني 1899، أضحى اسم النادي «فريق جنوى لكرة القدم والكريكيت»، وتم تعديل الاسم من جديد سنة 1930 فصار «جنوى 1893»، قبل العودة إلى الاسم الأصلي سنة 1998.

### البدايات
عاش نادي جنوى أزهى فتراته خلال سنواته الأولى. حيث أحرز لقب الدوري ست مرات ما بين 1898 و1904، وكان الفريق المؤلف من بيرد ودي جالياني وجيكليوتي وباستور وسبينسلي وجيكليوني وليبيلي وبيرتوليو ودابلس وبوتشياردو وريفر الأقوى في الساحة الكروية الإيطالية طوال عقد كامل من الزمن. هذا وكانت تدوم الدوريات حينذاك يوما واحدا فقط، وكان عدد الأندية المشاركة لا يتجاوز أربعة أو خمسة فرق، أبرزها فريقي مدينة تورينو، نادي إنترناسيونال وفريق تورينو، ونادي يونيون برو سبورت أليساندريا من منطقة لومبارديا، وفريق سامبييردارينا الذي صار بعد ذلك نادي سامبدوريا، وأيضا طاقم الباخرة البريطانية «كليمانتين» خلال السنة الأولى من عمر الدوري.
وتزايد المنافسون بعد ذلك مع مرور الوقت، والتحقت بالركب أسماء مثل ميلانو وبرو فيرتشيلي وأندريا دوريا. لذلك ضخ نادي جنوى دماء جديدة في عروقه، وتعاقد يوم 30 يوليو/تموز 1912 مع أول مدرب محترف في تاريخ الكرة الإيطالية: ويليام جاربوت. وقد أعطت هذه المبادرة نتائج طيبة، حيث واصلت كتيبة جنوى هيمنتها على المسابقات، ونالت لقب الدوري ثلاث مرات، كما عززت المنتخب الوطني بلاعبين من العيار الثقيل.
ثم توقف الدوري بسبب الحرب العالمية الأولى، ولم يستأنف إلا سنة 1919. وقد بدأه أبناء جنوى بقوة، حيث تعززت صفوفهم بلاعبين دافعوا لاحقا عن ألوان المنتخب الإيطالي، مثل الأخوين أوجوستو جياكومو بيرجامينو أو المهاجم جوجلييلمو بريزي. وكان موسم 1922-1923 أزهى فترة في تاريخ كتيبة روزوبلو وهو لقب جنوى، إذ أحرزت لقب السكوديتو دون تجرع مرارة الهزيمة طوال 34 مباراة، وشهد الموسم الموالي آخر ألقاب هذا النادي الذي تراجع مستواه وغاب عن الأضواء منذ ذلك الحين.
وكانت نتائج فريق جنوى خلال المواسم التالية مخيبة للآمال، حيث سقط إلى دوري الدرجة الثانية في الكثير من المناسبات، لكنه كان يستعيد دائما مكانته في دوري الدرجة الأولى، وقد أحرز لقب دوري الدرجة الثانية ست مرات بين سنتي 1935 و1989، بيد أنه لم يعانق أبدا السكوديتو من جديد.

### الوقت الراهن
ساءت أحوال فريق جنوى كثيرة سنة 2005، وسقط إلى دوري الدرجة الثالثة، لكنه انبعث من تحت الرماد في ظرف سنتين فقط، وأدرك أفضل نتيجة في تاريخه المعاصر موسم 2008-2009، عندما احتل المركز الخامس في الدوري الإيطالي الممتاز، وشارك في المسابقات الأوروبية بعد 17 سنة من الغياب. لكن هذه المسيرة الطيبة لم تتواصل، وعانى الفريق من جديد في أسفل الترتيب، وعانى معه أنصاره الكثر. وعاد هذا الموسم بقوة وهو يحتل مرتبة مريحة في الدوري الإيطالي على أمل العودة مجددا إلى الطموحات الأوروبية

## الملعب
تم تشييد الملعب الأول في جنوى على بقعة أرضية قدمها مجانا رجلا صناعة إسكتلنديان، وتم افتتاحه يوم 22 يناير/كانون الثاني 1911 بمناسبة مباراة بين جنوى وإنترميلان. وكانت الطاقة الاستيعابية الأصلية لهذا الملعب ذي الهندسة الإنجليزية 20 ألف متفرج قبل بناء المنصتين الشمالية والجنوبية اللتين تعتبران معقل أقدم أنصار الفريق. ثم أطلق على الملعب يوم 1 يناير/كانون الثاني 1933 اسم «لويجي فيراريس» تكريما لقائد جنوى السابق والذي قتل خلال الحرب العالمية. كان هذا الملعب مفخرة حقيقية في بدايته، وكان واحدا من أكثر الملاعب عصرية حينها، وقد أضحت طاقته الاستيعابية 40 ألف متفرج يوم 27 مايو/أيار 1934 بمناسبة مباراة أسبانيا والبرازيل (3-1) ضمن منافسات كأس العالم FIFA.
واستقبل هذا الملعب أكبر عدد من المتفرجين في مباريات الأندية بمناسبة الدريبي الحارق بين جنوى وسامبدوريا، حيث شهد ذلك النزال الذي دار يوم 28 نوفمبر/تشرين الثاني 1982 حضور 57815 متفرجا. لكن رقمه القياسي هو حضور 60 ألف متفرج لمتابعة مباراة بين منتخبي إيطاليا والبرتغال (4-1) يوم 27 فبراير/شباط 1949.

## مشجعو النادي وروابط الالتراس
يعد نادي جنوى الفريق الأكثر شعبية هناك في ليغوريا المقاطعة التي تقع فيها مدينة جنوى، حيث يأخذ جنوى الجزء الأكبر من المشجعين في المقاطعة عكس غريمهم التقليدي سامبدوريا، ويعد أنصار هذا النادي من أكثر الجماهير وفاءا واخلاصا لناديها ومن أكثرهم تعصبا وشغبا أيضا، ولعل الكل يذكر حادثة مباراة سيينا عام 2012 حين كان سيينا يتفوق على مضيفه جنوى برباعية كاملة قبل ان يوقف المشجعون المقابلة ويطالبون اللاعبين بنزع قميص جنوى في إشارة منهم إلى الحالة المزرية التي وصل اليها النادي قبل أن يهدأ الوضع بعد ذلك، ويقود مشجعي جنوى روابط التراس مميزة أهمها مجموعة genoa toro gradinata nord والتي يشهد لها الجميع في إيطاليا بتحديها لفريقها والأعمال القيمة التي يقومون بها منذ تأسيس المجموعة

## ديربي جنوى

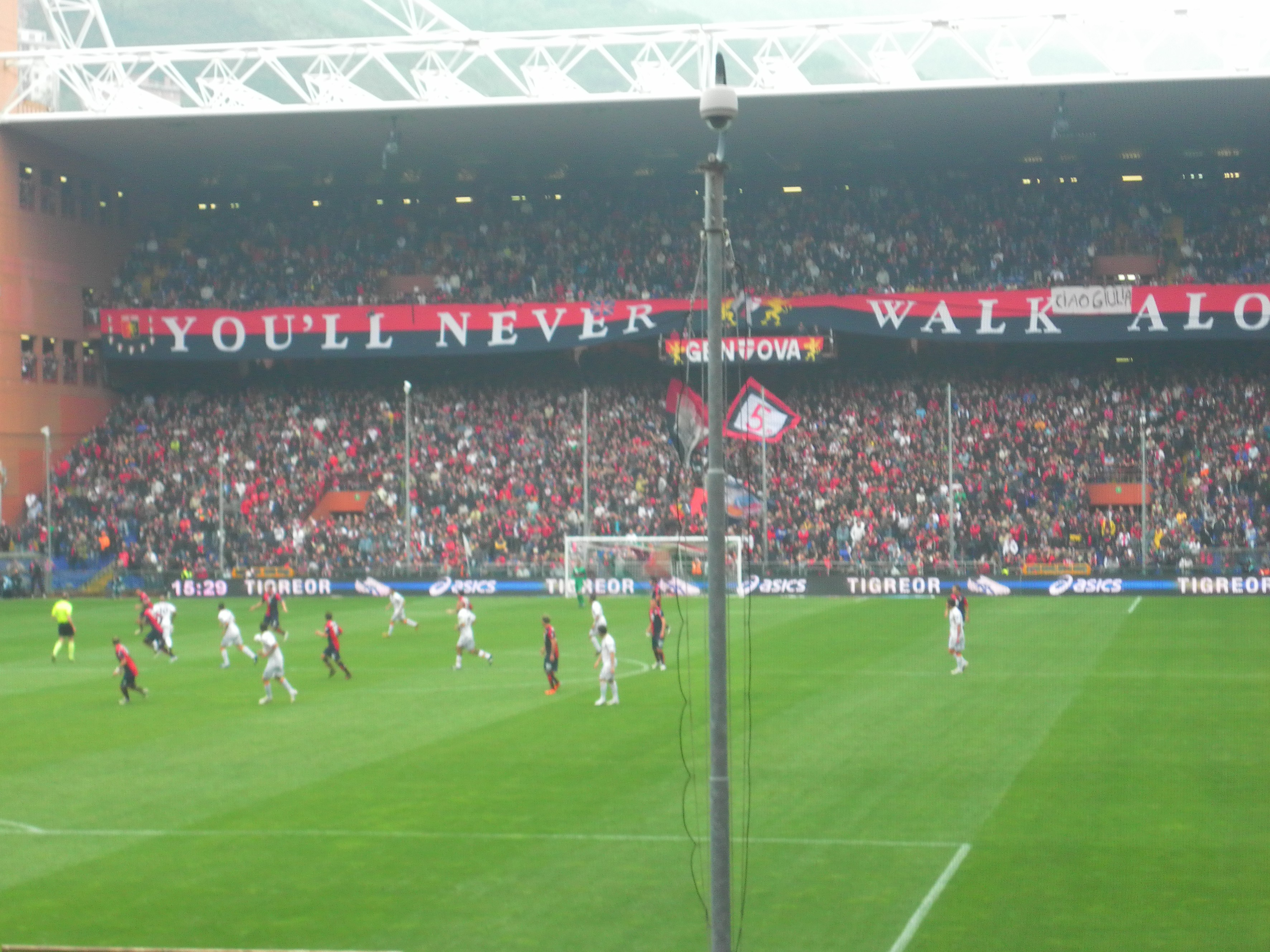
ملعب لويجي فيراريس، جنوة

ديربي جنوى (بالإيطالية: Derby di Genova) أو كما يطلق عليه ديربي المنارة (بالإيطالية: Derby della Lanterna) هي مباراة ديربي كرة قدم تجمع بين فريقي مدينة جنوى وهما نادي جنوى ونادي سامبدوريا، ودائماً يلعب في ملعب ملعب لويجي فيراريس الذي يتشاركه الناديين. وهو ديربي محلي بدأ من عام 1947 عندما شهد أول لقاء بينها والذي انتهى بفوز نادي سامبدوريا 3-2.

## التشكيلة الحالية
ملاحظة: تشير الأعلام إلى المنتخب الوطني على النحو المحدد في قواعد الأهلية للفيفا. قد يحمل اللاعبون أكثر من جنسية واحدة غير تابعة للفيفا.
| الرقم | البلد        | المركز | اللاعب               |
| ----- | ------------ | ------ | -------------------- |
| 1     | إيطاليا      | حارس   | دانيلو روسو          |
| 2     | إسبانيا      | مدافع  | خوسيه مانويل فلوريس  |
| 4     | إيطاليا      | مدافع  | دومينيكو كريتشيتو    |
| 7     | إيطاليا      | وسط    | ماركو روسي           |
| 8     | الأرجنتين    | مهاجم  | رودريغو بالاسيو      |
| 9     | الأرجنتين    | مهاجم  | هرنان كريسبو         |
| 10    | إيطاليا      | مهاجم  | رافاييلي بالادينو    |
|       | المغرب       | مهاجم  | عادل تعرابت          |
| 11    | إيطاليا      | وسط    | ستيفان الشعراوي      |
| 13    | الجبل الأسود | مدافع  | إيفان فاتيتش         |
| 14    | إيطاليا      | مهاجم  | جوزيبي سكولي         |
| 15    | اليونان      | مدافع  | سقراط باباستاثوبولوس |
| 16    | إيطاليا      | مدافع  | أندريا إسبوزيتو      |
| 17    | صربيا        | وسط    | بوشكو يانكوفيتش      |

| الرقم | البلد     | المركز | اللاعب             |
| ----- | --------- | ------ | ------------------ |
| 20    | إيطاليا   | وسط    | جياندومينيكو ميستو |
| 21    | إسبانيا   | وسط    | ألبرتو زاباتير     |
| 23    | إيطاليا   | وسط    | فرانشيسكو موديستو  |
| 24    | إيطاليا   | مدافع  | إميليانو موريتي    |
| 25    | إيطاليا   | مدافع  | جيوزيبي بيافا      |
| 26    | إيطاليا   | مدافع  | سالفاتوري بوتشيتي  |
| 28    | كرواتيا   | وسط    | إيفان يوريتش       |
| 30    | الأرجنتين | مهاجم  | لوتشيانو فيغويروا  |
| 36    | الأرجنتين | وسط    | فرانكو زوكوليني    |
| 40    | صربيا     | مدافع  | نيناد توموفيتش     |
| 5     | المغرب    | مدافع  | جواد الياميق       |
| 73    | إيطاليا   | حارس   | أليسيو تشاربي      |
| 77    | إيطاليا   | وسط    | عمر ميلانيتو       |
| -     | إيطاليا   | حارس   | ماتيا بيرين        |

## الإنجازات
- الدوري الإيطالي الدرجة الأولى: 9
  - البطل: 1897–98; 1898–99; 1899–1900; 1901–02; 1902–03; 1903–04; 1914–15; 1922–23; 1923–24
  - الوصيف: 1900–01; 1904–05; 1912–13; 1913–14; 1921–22; 1924–25; 1927–28; 1929–30
- كأس إيطاليا: 2
  - البطل: 1936–37
  - الوصيف: 1939-40
- الدوري الإيطالي الدرجة الثانية: 6
  - البطل: 1934–35, 1952–53, 1961–62, 1972–73, 1975–76, 1988–89
  - الوصيف: 1980–81
- الدوري الإيطالي الدرجة الثالثة: 1
  - البطل: 1970–71
  - الوصيف: 2005-06
- كأس ميتروبا:
  - الوصيف: 1980